# بوب بيل
بوب بيل (بالإنجليزية: Bob Bell)‏ هو سياسي نيوزلندي، ولد في 23 أغسطس 1929، وتوفي في 16 نوفمبر 2011. انتخب عضو مجلس النواب النيوزيلندي.